# Theodor Eisenlohr

Theodor Eisenlohr

Theodor Eisenlohr (* 30. April 1805 in Herrenberg; † 31. August 1869 in Zürich) war ein deutscher Pädagoge und Politiker.

## Familie
Theodor Eisenlohr, promovierter Dr. phil., Rektor und Oberschulrat in Nürtingen, wurde in Herrenberg als Sohn des Dekans Christoph Eisenlohr aus Reutlingen und seiner Frau Friederike, geb. Lebret, geboren. Während seiner Zeit als Hilfsgeistlicher lernte er im Pfarrhaus in Wolfschlugen die Pfarrerstochter Auguste Rosine Henriette Feuerlein kennen. Wenige Zeit später hielt er bei den Eltern von Auguste, Gustav Feuerlein und seiner Gemahlin Christiane, geb. Duvernoy, um die Hand der Tochter an. Auguste war zudem eine enge Freundin von Ottilie Wildermuth, die ihr in der Biographie Auguste. Ein Lebensbild ein bleibendes Denkmal setzte.
Am 17. Oktober 1833 folgte in Wolfschlugen die Eheschließung Theodor Eisenlohrs mit Auguste Feuerlein, (* 24. März 1813 in Wolfschlugen; † 24. Februar 1857 in Nürtingen). Der Ehe von Theodor und Auguste Eisenlohr entstammten zehn Kinder: Theodor, Emilie, Ferdinand, Eugenie, Ottilie und Ludwig. Vier weitere Kinder verstarben bereits im Kleinkindalter.
Nach dem Tod seiner ersten Frau Auguste heiratete Theodor Eisenlohr 1860 ein zweites Mal. Es war dies die Professorentochter Wilhelmine Denzel (* 1820).

## Leben und Werk
Theodor Eisenlohr besuchte das Tübinger Stift, nach seiner Ausbildung wurde er Hilfsgeistlicher und Ortsschulinspektor in Marbach am Neckar. In diesem Beruf begegneten ihm im einfachen Volk Hungersnot, Sittenverfall sowie Haus- und Kinderbettlertum. Diese Erlebnisse prägten Eisenlohrs soziale Einstellung entscheidend.
1842 wurde er Rektor des neu errichteten Lehrerseminars in Nürtingen, das 1844 mit einer Musterschule für Mädchen, 1845 mit einer privaten Präparandenanstalt und 1846 mit einer Taubstummenanstalt ausgeweitet wurde. 1865 wurde er zum Oberschulrat ernannt.
Um eine geordnete Hilfe für die Armen zu schaffen, gründete er im Jahr 1847 angesichts der Lebensmittelteuerung nach Misserntejahren den Nürtinger Bezirkswohltätigkeitsverein. 1848 rief er die Hilfsleihkasse der Stadt Nürtingen und Sparkasse für den Oberamtsbezirk Nürtingen ins Leben. Er übernahm auch den Vorsitz im Verwaltungsrat der gemeinnützigen Anstalt. Aus dieser Oberamtssparkasse ging später die Kreissparkasse Nürtingen hervor. Eisenlohr kann damit als Gründer dieses Instituts gelten.
Eisenlohr starb 1869 auf einer Reise zu seiner Tochter in Zürich an einem Hirnschlag. Bestattet wurde er in Nürtingen.

## Politik
Im November 1847 wurde er als Abgeordneter in den württembergischen Landtag entsandt und übte dieses Mandat bis 1849 aus. 1849 wurde er auch Mitglied der Frankfurter Nationalversammlung. Er rückte als Ersatzmann nach, als Gustav von Rümelin sein Mandat nieder legte. Als Mitglied des Rumpfparlaments ging er mit nach Stuttgart und erlebte dessen gewaltsame Auflösung zusammen mit Ludwig Uhland. Als linksliberaler Abgeordneter wurde Eisenlohr später von der Regierung misstrauisch beobachtet und seine „staatszersetzende Tätigkeit“ mit Gehaltskürzungen bestraft.

## Ehrungen
1867 wurde Theodor Eisenlohr mit dem Ritterkreuz des Friedrichs-Ordens geehrt. Die Stadt Nürtingen hat ihm im Jahr 1868 als erster Person überhaupt das Ehrenbürgerrecht verliehen. In Nürtingen wurden auch eine Schule (Förderschule) und eine Straße nach Theodor Eisenlohr benannt.

## Veröffentlichungen
- Einige Worte über die neueste Verfügung in Betreff der niederen und des höhern Seminars der evangelischen Kirche Württembergs. Eifert, Tübingen 1830.

- Sammlung der württembergischen Kirchen-Geseze. Teil 1 u. 2. Fues, Tübingen 1835/1836.

- Geschichtliche Entwicklung der rechtlichen Verhältnisse der evangelischen Landeskirche in Württemberg. Fues, Tübingen 1836.
- Sammlung der württembergischen Schulgesetze. T. 1 u. 3. Fues, Tübingen 1839/1843.
- Die Schullehrer-Bildungs-Anstalten Deutschlands. Ein officieller Bericht über eine pädagogische Reise durch Süd- und Mittel-Deutschland, mit besonderer Rücksicht auf Würtemberg. Köhler, Stuttgart 1840.
- Worte über die Verbesserung der ökonomischen Lage unserer Volksschullehrer. Stuttgart 1845.
- Die Constituierung des Bezirks-Armenvereins in Nürtingen. Becher, Stuttgart 1847.
- Erläuterungen zu dem Gesetzes-Entwurfe der Organisations-Commission betreffend die Volksschule. Metzler, Stuttgart 1849.
- Über die Erziehung zur Gesetzlichkeit durch die Schule. Nürtingen 1850.
- Die Idee der Volksschule nach den Schriften Dr. F. Schleiermacher's. Mäcken, Reutlingen 1852.
- Die Volksschule und die Handarbeit. Stuttgart 1854.
- Das Volk Israel unter der Herrschaft der Könige. Zwei Teile. Brandstetter, Leipzig 1855–1856.
- Der Entwurf eines Gesetzes, betreffend einige Abänderungen des Volksschulgesetzes für Württemberg vom 29. September 1836. Köhler, Stuttgart 1856.